# Saint-Orens-Pouy-Petit
Saint-Orens-Pouy-Petit település Franciaországban, Gers megyében. Lakosainak száma 178 fő (2022. január 1.). Saint-Orens-Pouy-Petit Béraut, Blaziert, Caussens, Maignaut-Tauzia, Mas-d’Auvignon, Roquepine és Saint-Puy községekkel határos.

## Népesség
A település népessége az elmúlt években az alábbi módon változott:
| Lakosok száma | 209  | 207  | 190  | 140  | 153  | 168  | 193  | 208  | 212  | 178  |
|               | 1968 | 1982 | 1990 | 2006 | 2013 | 2015 | 2017 | 2019 | 2020 | 2022 |